# Estación Colonia Alvear Norte
Colonia Alvear Norte es una estación ferroviaria ubicada en la localidad de General Alvear, General Alvear, Provincia de Mendoza, República Argentina.

## Servicios
No presta servicios de pasajeros ni de cargas desde 1993.
Pertenece al Ferrocarril General San Martín de la red ferroviaria argentina, en el ramal que une las estaciones de José Néstor Lencinas, Monte Comán hasta esta estación.
Desde aquí parte un ramal correspondiente al Ferrocarril Domingo Faustino Sarmiento hacia Colonia Alvear.

## Historia
En el año 1900 fue inaugurada la estación, por parte del Ferrocarril Buenos Aires al Pacífico.